# Червило
 Червилото е дамски моден атрибут, козметичен продукт, който се нанася на устните. Съдържа различни пигменти, мазнини и восък. Много от съвременните червила имат и добавки на витамини и UV-филтри. Червилото служи не само за разкрасяване на устните, но и за тяхното предпазване от изсъхване и различни вредни влияния. Преди вместо восък се е ползвал парафин, а вместо полусинтетични мазнини – вазелин. На български името червило идва от „червен“ защото в началото най-популярният цвят за червилото е бил червеният. Сега червилата са в най-разнообразни цветове и форми.

## История
Червилото е известно от дълбока древност – преди около 5000 години в древна Месопотамия, където полускъпоценни камъни са били разбивани на прах и нанасяни върху устните. В древен Египет са извличали червена боя за устни от смесица от йод, съединения на брома и растителни оцветители, които са водели до сериозни заболявания. Клеопатра е правила своето червило от стриване на някои видове бръмбари и мравки.
Червилото добива истинска популярност през 16 век в Англия по времето на Елизабет I, която въвежда модата на ярко бялото лице с контрастни червени устни. По това време червилото е правено от пчелен восък и червена боя, извличана от растения.